# 赵民帅
赵民帅，字正之，清朝政治人物。奉天府沈阳（今辽宁沈阳市）人。
赵民帅为廕生出身。康熙三年（1664年）接替龚榜任崇明县知县一职，1668年由路允斌接任。